# Boissy-Fresnoy
 Boissy-Fresnoy  là một xã thuộc tỉnh Oise trong vùng Hauts-de-France phía bắc Pháp. Xã này nằm ở khu vực có độ cao trung bình 111 mét trên mực nước biển.